# Cromac (Haute-Vienne)
Cromac település Franciaországban, Haute-Vienne megyében. Lakosainak száma 246 fő (2022. január 1.). Cromac Chaillac, Beaulieu, La Châtre-Langlin, Jouac, Mailhac-sur-Benaize, Saint-Georges-les-Landes és Saint-Léger-Magnazeix községekkel határos.

## Népesség
A település népességének változása:
| Lakosok száma | 263  | 255  | 252  | 246  | 245  | 244  | 239  | 243  | 246  |
|               | 2013 | 2015 | 2016 | 2017 | 2018 | 2019 | 2020 | 2021 | 2022 |